# Frits Boverhuis
Frits Reinder Boverhuis (Amsterdam, 26 maart 1915 - Overveen, 16 juli 1944) was een Nederlands verzetsstrijder tijdens de Tweede Wereldoorlog.

## Verzetswerk, arrestatie en veroordeling
Boverhuis was een van de leden van de Persoonsbewijzencentrale (PBC) rond Gerrit van der Veen, die zorgde voor valse identiteitsbewijzen voor Joodse onderduikers en verzetsstrijders. Boverhuis was degene die erop wees dat de Algemeene Landsdrukkerij in Den Haag veel materiaal voor het maken van persoonsbewijzen op voorraad had. Hij pleegde samen met enkele leden van de PBC op 29 april 1944 de overval op de Landsdrukkerij in Den Haag. Hierbij werd het materiaal voor 10.000 persoonsbewijzen buitgemaakt.
Na de arrestatie van Van der Veen op 1 mei 1944 bij een overval op het Huis van Bewaring I aan de Weteringschans te Amsterdam, vormde Boverhuis met Gerhard Badrian en twee anderen de nieuwe leiding van de PBC.
Op 30 juni 1944 werden Boverhuis samen met Badrian door de Sicherheitspolizei gearresteerd, nadat een schuiladres van het verzet verraden was door Betje Wery. Bij de arrestatie verzette Badrian zich en werd gedood.
Boverhuis is op 16 juli 1944 in de duinen bij Overveen gefusilleerd. Tot de groep van 14 mannen die op die dag werden geëxecuteerd behoorde verder onder meer Johannes Post. Alle slachtoffers werden in een massagraf in de duinen begraven. Op 16 november 1945 werd hij te Driehuis-Westerveld gecremeerd. Zijn urn bevindt zich aldaar, in Columbarium III.